# 柏埔镇
柏埔镇是中国广东省河源市紫金县下辖的一个镇，位于紫金县西北部。辖区总面积134.9平方公里，下辖1个社区14个村，人口3.31万人。
柏埔镇位于紫金县西北部，东连黄塘，西接临江，南邻义容，北毗河源市东源县。镇政府驻地柏埔圩，距县城48公里，柏埔河自东向西贯穿全镇。2004年全镇总面积134.9平方公里，其中耕地面积936.3公顷，山地10,553公顷。下辖14个村民委员会和1个居委会，183个村民小组，总户数6,646户，33,102人。柏埔镇经济以农业为主。

## 行政区划
柏埔镇下辖以下村级行政区划单位
柏埔社区、东方村、永丰村、洋坑村、梅中村、福田村、方湖村、群星村、良洞村、复兴村、利民村、南昌村、新丰村、大鲁村和东升村。